# シェルビー・パーク

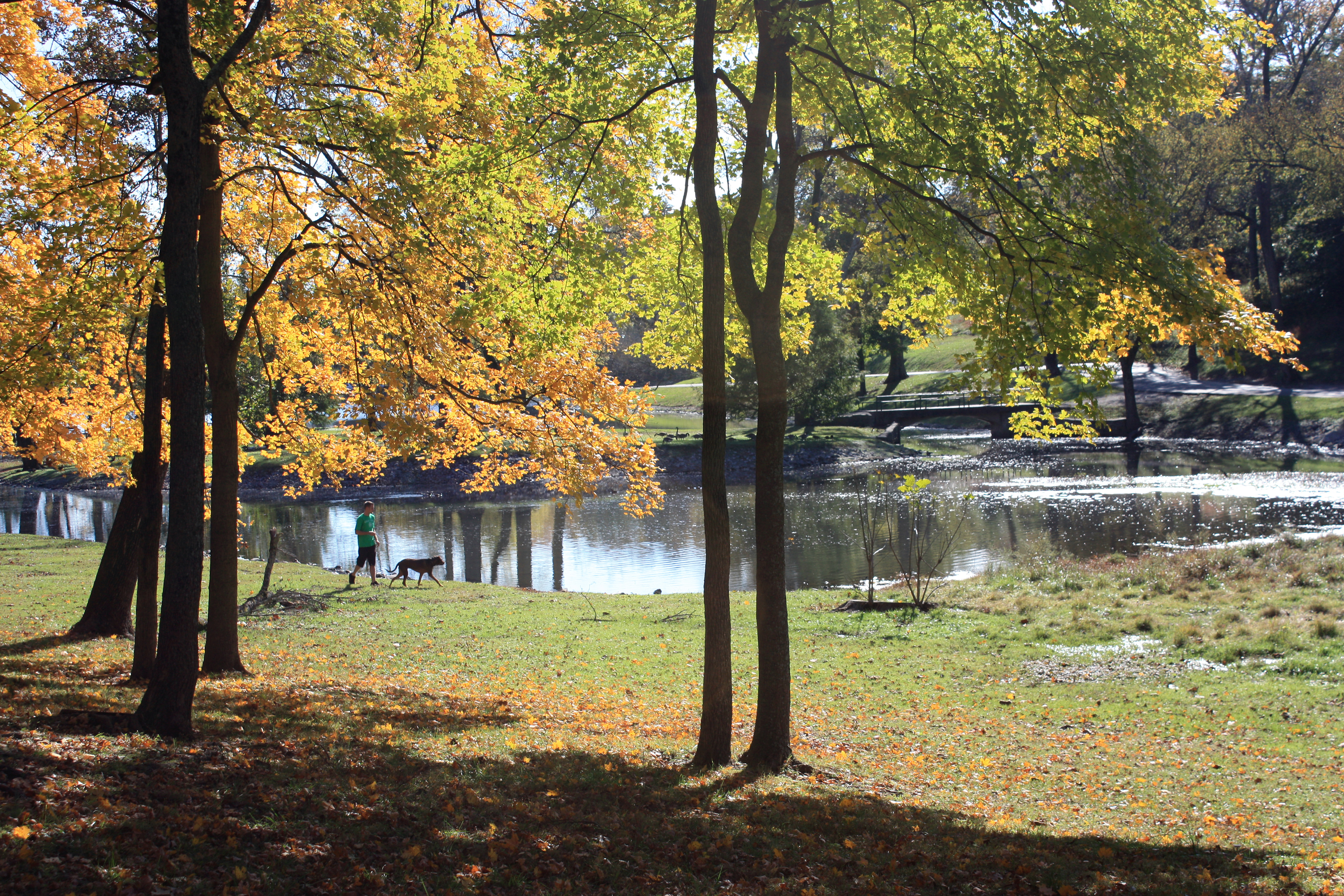

シェルビー・パーク（Shelby Park）は、アメリカ合衆国テネシー州ナッシュビルの都市公園。ダウンタウンから約5キロメートル東のカンバーランド川沿いにある。

## 概要
子供用の遊び場、ドッグ・パーク、野球場、2つのゴルフ・コース、コミュニティ・センターがある。ロックランド・スプリングス、シェルビー・ヒルズ、ローリング・エーカーズの間に位置する。2011年にE・S・ローズ・パークが開場するまで、ベルモント大学の野球チームであるベルモント・ブルーインズのホーム・ゲームの一部はここで行なわれていた。

## 歴史
1909年、ナッシュビル・パーク・コミッションは元遊園地だった土地61ヘクタールを公園のために購入。1912年7月4日開業。現在の広さは146ヘクタールである。
2011年、ナッシュビルはコーネリア・フォートに因んで名付けられた隣接する歴史的なコーネリア・フォート・エアパークを購入。ここは1963年5月5日、歌手のパッツィ・クラインが飛行機事故で亡くなった際の目的地であった。シェルビー・パークは、シェルビー・ボトムズ、コーネリア・フォート・エアパークを合わせて緑あふれる大公園となった。